# MOVIE (UNICORNの映像作品)
「MOVIE」（ムービー）は、日本のロックバンド、ユニコーンのライブ映像を収めた作品であり、初の映像作品。

## 解説
- 初の映像作品。1988年4月18日に大阪ミューズホールで行われたライブの模様を収録。
- 向井脱退後、阿部加入前のため、キーボードはプロデューサーの笹路正徳が担当している。
- この日のライブの前日、名古屋で行われたライブ中に奥田が腰を痛めてしまい、この日の収録は痛み止めを使って行われた。以来、腰痛は完治することなく持病となり、時として悪化し奥田を苦しめている[1]。

## 収録曲
1. Limbo
2. Hystery Mystery
3. Concrete Jungle
4. Pink Prisoner
5. Maybe Blue
6. Sugar Boy
7. Hystery Mystery -Panic virsion-
この日即興で演奏されたバージョン。後に「THE VERY RUST OF UNICORN」に収録され音源化。